# Réserve écologique Charles-B.-Banville
Die Réserve écologique Charles-B.-Banville ist ein ökologisches Schutzgebiet im Süden der kanadischen Provinz Québec, in der Grafschaftsgemeinde Rimouski-Neigette.

## Lage und Aufgabe
Das Schutzgebiet liegt etwa 40 km südöstlich von Rimouski auf dem Gebiet der Kantone Ouimet und Flynn. Das Schutzgebiet wurde im Jahr 1994 auf einer Fläche von 1000 ha eingerichtet.
Es schützt und repräsentiert einen Teil der Appalachen des unteren Sankt-Lorenz-Stroms, der durch Tannen-Gelb-Birkenwälder gekennzeichnet ist, aber auch durch solche, in denen Papier-Birke, Schwarz-Fichte oder auch Rotstängelmoos (Pleurozium schreberi) die Tannenwälder näher spezifizieren.

## Landschaft, Geologie
Das Gebiet umfasst einen etwa 200 m hohen Hügel. Die Höhenunterschiede sind dabei eher gering, es gibt kaum steile Abstürze, einige kleine Seen befinden sich in der Réserve.
Der Felsuntergrund ist etwa 390 bis 440 Millionen Jahre alt und gehört zur Chaleurs-Gruppe. Verschiedene Arten von Sandstein, Schiefer, Argillit (ein schwarzer Talkschiefer) und Basalt herrschen vor. Nach der letzten Eiszeit wurde diese Schicht von Tillit überlagert, einer geologischen Bodenschicht, die in den höher gelegenen Gebieten dünn, in den tiefer gelegenen stärker ist. Podsol und Braunerde sind die Bodentypen, die hier dominieren.

## Flora
In den höheren Lagen findet man die Tannen-Gelb-Birken- bzw. -Papierbirken-Mischwälder, Zucker-Ahorn findet sich am Osthang. Neben den weiteren genannten Arten kommt gelegentlich auch der Abendländische Lebensbaum (Thuja) vor. In den tiefsten Lagen kommt auch die Ulme vor.

## Fauna
Das Gebiet wird von Schwarzbären, Elchen, Weißwedelhirschen und Streifenhörnchen (Tamia) bewohnt, die nur in Kanada als Suisses bezeichnet werden. Hinzu kommt das Kragenhuhn.

## Namensgebung
Der Name des Schutzgebiets verweist auf Abbé Charles-Borromée Banville (1925–1984), der 1970 die erste Opération Dignité startete, eine Initiative, die verhindern wollte, dass die kleinen Gemeinden des Hinterlands aufgelöst wurden. Banville arbeitete bis 1973 daran mit und schrieb 1977 Les Opérations Dignité für die Fonds de recherches forestières der Université Laval. Damit rückte die Ressource Wald nicht mehr als Objekt der Ausbeutung des Holzes in den Mittelpunkt, sondern in erheblich weiterer Perspektive, was auch gänzlich andere Nutzungen gestattete, die dem Wald weniger schadeten.